# Färöarnas nationalmuseum
Färöarnas nationalmuseum (färöiska Føroya Fornminnissavn, egentligen: historiska museet) rymmer bl.a. fynd från vikingatiden på Färöarna, myntfyndet i Sandur (från medeltiden kort efter vikingatidens slut), en båtsamling och en berömd stolsgavel från Kirkjubøur.
I omedelbar närhet till den nya byggnaden från 1995 i Torshamnsstadsdelen Hoyvík finns också Frilandsmuseet, inrättat i en gammal bondgård.
Idén att skapa ett nationellt, historiskt museum går tillbaka till 1890, då Jóannes Patursson krävde att Färöarna skulle få sitt eget historiska museum. 
- 1898 under Ólavsøka invigdes Føroya Forngripagoymsla (Färöarnas historiska samling).
- 1916 blev Føroya Forngripafelag (historiska föreningen för Färöarna) stiftad.
- 1928 blev museet med M. A. Jacobsen och herr och fru Hans Andrias Djurhuus och Petra Djurhuus som huvudkrafter ö omorganiserat.
- 1930−1950: Politikern Andreas Weihe (1867−1946) var en viktig föregångsman på 1930-talet. Den färöiske historikern Sverri Dahl (1910−1987) forskade på 1940-talet om vikingatiden på Färöarna, vilket fick stor betydelse för museets utveckling.
- 1952 blev den historiska samlingen Føroya Forngripagoymsla utnämnd till Färöarnas historiska museum av Färöarnas lagting.

Sedan 1996 har museet hållit till i en då nyuppförd byggnad, som även innehåller en båthall med färöiska båtar och ett museibibliotek. 